# Еропкин, Михаил Иванович
Михаил Иванович Еропкин —  голова и воевода во времена правления Ивана IV Васильевича Грозного.
Из дворянского рода Еропкины. Второй сын дворянина Ивана Семёновича Еропкина по прозванию Ощера, упомянутого в Новгородских походах 1492 и 1495 годом. Имел братьев: воеводу Андрея, завоеводчика Никиту и голову Григория Ивановичей.

## Биография
В 1550 году поддатень у государева рынды в государевых Коломенском и Казанском походах. В октябре 1551 года записан в третью статью московских детей боярских. В этом же году голова в шестом Большом полку в походе к Полоцку. В 1573 году послан воеводою Большого полка из Арзамаса под Казань против бунтующих черемисов.
Имел единственного сына Фёдора-Ивана Михайловича убитого в лифляндском походе в бою под Руговидом.

## Критика
В Российской родословной книге П.В. Долгорукова показано, что его сын Фёдор-Иван Михайлович погиб 02 октября 1552 года и обычно эта дата соответствует погибшим при взятии Казани.
В родословной книге из собрания М.А. Оболенского указан год (7098/1590 г.) и место смерти (Руговид) — эти данные отражены и в родословной книге М.Г. Спиридова.